# Thorvald Otterstrom
Thorvald Otterstrom (Denemarken, Kopenhagen, 17 juli 1868 – Verenigde Staten, Chicago, 16 augustus 1942) was een Deens/Amerikaans componist.
Hij kreeg zijn muzikale opleiding in Sint Petersburg bij Sophie Menter. In 1892 vertrok hij naar de Verenigde Staten en trad op als componist en pianoleraar in en nabij Chicago, waar hij zich in 1898 vestigde. Hijzelf kreeg aldaar nog onderricht van Bernard Ziehn, Bach-kenner. Otterstrom stond midden in het culturele leven van die stad en ontmoette kunstenaars uit andere niches en filosofen.
Leerlingen van hem waren Edith Hoelzer, William Levi Dawson, Carl Gehring en Nathan Lupu. Leerling George Dupont-Hansen droeg zijn Thema met variaties aan hem op. Julius Röntgen noemde hem in zijn correspondentie. Er is voorts enige correspondentie tussen Otterstrom en Carl Nielsen.
Er is slechts een handvol composities van zijn hand bekend:
- 1891: Goassack lullaby, uitgegeven in Sint Petersburg (waarschijnlijk eerste compositie)
- 24 Preludes en fugas voor piano
- Concertetudes voor piano, opgedragen aan Rudolph Ganz
- Canon en fuga op een thema van Edvard Grieg
- pianokwintet, gedrukt in Leipzig; opgedragen aan vriend H.E. Giersing in Sint Petersburg
- Elegie (opus 7) voor viool en piano; opgedragen aan J. Ruben
- Negen liederen
- Brænding (liederencyclus van liefdesliederen)
- Seks sange
  - Grøm skov
  - Tidlig morgen
  - Sommernat nodpå
  - Sov så stille
  - Der staar en sorg
- Elegy, chorale and fugue met een première door het Chicago Symphony Orchestra onder leiding van Frederick Stock op 11 april 1913
- American Negro, suite voor orkest met een première door het Chicago Symphony Orchestra onder leiding van Frederick Stock op 15 december 1916
- Variations on an American folksong met andere componisten als John Alden Carpenter, Arne Oldberg, Leo Sowerby en Edward Collins, met een première door het Chicago Symphony Orchestra onder leiding van Frederick Stock op 17 april 1941
- Indian Song, twaalf werken voor piano, waaronder Moods

Er zijn tevens boeken van zijn hand verschenen:
- Manual of advanced harmony
- A theory of modulation, samen met zijn leerling Nathan Lupu (1906-2000) geschreven
- One hundred exercises in five and six part setting

- Gemeinsame Normdatei: 1050687213
- International Standard Name Identifier: 0000 0000 8269 0703
- Library of Congress Control Number: no92017618
- Nationale Bibliotheek van Israël: 987007281823205171
- Système universitaire de documentation: 244029660
- Virtual International Authority File: 75883226
- WorldCat: E39PBJpv6gwDqbBdMrrBYgMkjC